# Парадокс на близнаците
Парадокс на близнаците мисловен експеримент, илюстриращ едно от следствията на специалната теория на относителността, a именно, че времето е различно в отправни системи, движещи се една спрямо друга, като разликата е особено осезаема при скорости, близки до скоростта на светлината.
Некоректното му интерпретиране е било ползвано в опити за оборване на теорията.

## Формулиране на парадокса и неговата история
Своята популярна форма парадоксът добива от разглеждането на Бергсон, публикувано в 1922 г. 
Ако единият от близнаците е пътувал със скорост, близка до тази на светлината, при среща с брат си, според теорията, той ще е по-млад. Но ако движението е 'относително', от негова гледна точка брат му се е придвижвал, така че той ще по-младият.
Некоректната интерпретация изтъква противоречието и настоява на привичната очевидност, че щом са близнаци те са живели еднакво дълго.
На философски конгрес през 1911 г. Пол Ланжвен обръща внимание към контраинтуитивното следствие, като използва идеята на Жул Верн за пътуване със снаряд. За близнаци пръв пише малко по-късно Херман Вайл, но и двамата отхвърлят 'парадокса'. Известни са и напълно абстрактни изложения, но съчинената от Бергсон Формулировка е съвсем нагледна и продължава да се ползва и коментира.

## Решения на парадокса
Конструирането на парадокс, в смисъла на противоречие, в този случай се дължи на изпускането на решаващ детайл: пътуващият е бил подложен на ускорения, което е физически осезаемо, така че няма пълна симетрия. Т.е. нарушаване на първоначалната неподвижност има само при пътувалия реално – относителни са единствено възникналите равномерните линейни премествания.
В 1971 е извършен потвърждаващ експеримент с двойка синхронизирани атомни часовници, като единият бива превозван дълго със самолет, а след полета е констатирана разлика.
При по-абстрактни формулировки решението идва с отчитане на факта че се правят смени на координатни системи, което не винаги е без последствия. В най-общ случай решението идва с топологическо разглеждане.